# TIA Technology A/S
TIA Technology A/S er et dansk softwarehus, der udvikler forretningsløsninger til forsikringsselskaber rundt om i verden.
Virksomhedens primære produkt, TIA Solution, er til forsikringsselskaber og livsforsikringsselskaber.
TIA Technology A/S betjener kunder lokalt gennem et globalt netværk af mere end 700 TIA specialister.